# Alois Michálek
Alois Michálek (14. února 1908 Sedlec – 21. března 1989 Brno) byl moravský římskokatolický duchovní, perzekvovaný v době komunistického režimu a kanovník Královské stoliční kapituly u sv. Petra a Pavla v Brně.

## Životopis
Na kněze byl vysvěcen v roce 1930. Primiční mši svatou sloužil 13. července téhož roku v Hartvíkovicích. Jako mladý kněz se kromě duchovní správy věnoval literární práci, mj. studiím o obrozeneckém moravském kněžstvu v 19. století.
Po druhé světové válce si ho nově jmenovaný 12. brněnský sídelní biskup Karel Skoupý vybral jako svého osobního sekretáře, notáře a ceremoniáře. Spolu s dalšími nejbližšími spolupracovníky mu byl oporou v době napjatých vztahů mezi církví a státem po únoru 1948. Biskupským sekretářem byl do roku 1950, kdy byl zatčen a v procesu Pácha a spol. odsouzen na 9 let. Soud tehdy kladl A. Michálkovi a dalším obžalovaným za vinu, "že se všichni se spojili navzájem, s vysokou církevní hierarchií k pokusu zničit a rozvrátit lidově demokratické zřízení a společenskou a hospodářskou soustavu republiky zaručené ústavou... Spolčili se navzájem, s vysokou církevní hierarchií a s jinými k vyzvídání státního tajemství v úmyslu vyzradit je cizí státní moci a státní tajemství také cizí moci vyzradili".
Po propuštění pracoval 6 let jako jeřábník v Královopolské strojírně v Brně. Působil mimo jiné v Horních Bojanovicích a v Kloboukách u Brna.
Později byl jmenován kanovníkem Královské stoliční kapituly sv. Petra a Pavla v Brně. Pohřben je na Ústředním hřbitově v Brně.

### Spoluvězeň Gustáva Husáka
V padesátých letech byl vězněn v Leopoldově. Do zdejší věznice byli tehdy také převezeni odsouzení bývalí komunističtí funkcionáři (mj. Artur London, Vavro Hajdů, Josef Smrkovský a Gustáv Husák). Aby je ostatní vězni nešikanovali, často je zařazovali na společnou celu s katolickými duchovními. Spoluvězněm Aloise Michálka byl Gustáv Husák. Když se stal prezidentem, vypravil se za ním na pražský Hrad. Prezident ho poznal, pozval do své kanceláře na kávu. Na Michálkovu žádost o zlepšení postavení církve Československu mu však Husák řekl, že "je moc malý pán na to, aby mohl něco udělat, protože veškerá politika státu vůči církvím je řízena z Moskvy".